# Benedejčič
Benedejčič je priimek več znanih Slovencev:
- Andrej Benedejčič (*1970), diplomat, publicist, dr.
- Borut Benedejčič  (*1977), oblikovalec vrtov
- Charles Benedejčič (*1969), častnik SV, publicist
- Igor Benedejčič (*1969), nogometaš
- Matevž Benedejčič (*2005), nogometaš
- Minca Benedejčič, diplomatka
- Miroslav Benedejčič, ekonomist, stečajni upravitelj MIP...